# Ode aan de vreugde (Aram Chatsjatoerjan)
Ode aan de vreugde (Russisch: Ода радости, Oda radosti) is een compositie uit 1956 van Aram Chatsjatoerjan.
Het werk met de ondertitel De lentezon komt op betreft een cantateachtige toonzetting van een tekst van Sergej Smirnov, een eerbetoon aan de lente. Chatsjatoerjan schreef het voor groot symfonieorkest, mezzosopraan en gemengd koor. Onderscheidend aan het werk is het begin; de veertig eerste violisten spelen een unisono moto perpetuo gedurende zestien maten, waarna de muziek doorschuift naar de zes tot tien harpen (verdeeld in twee groepen), die Chatsjatoerjan origineel voorschreef. De componist paste die exorbitante bezetting later aan naar meer gangbare proporties. De première van het werk werd gegeven op een festival in het Bolsjojtheater in Moskou in het teken van twintig jaar Armeense kunst.
Loris Tjeknavorian nam in juli 1999 deze mars op met het Philharmonisch Orkest van Armenië voor het platenlabel ASV Records (DCA 1087). Het maakte deel uit van een serie gewijd aan muziek van de Armeense componist. De schrijver van het begeleidend boekwerkje meldde voorts dat het slot meer een ode lijkt aan de Sovjet-Unie en Moskou. Het is een van de twee opnamen die in 2022 beschikbaar is. De andere is een versie vermoedelijk opgenomen in 2003 onder leiding van Constantine Orbelian met het Philharmonisch Orkest van Rusland met Marina Domasjenko (mezzospraan) (Delos 3288). Die combinatie gaf toen een Chatsjatoerjanconcert in New York. Daarbij werd vermeld dat de dirigent het werk had gekozen vanwege de vrolijkheid en het beschrijven van de grootsheid van de Sovjet-Unie.

## Orkestratie
- 1 piccolo, 2 dwarsfluiten, 2 hobo’s, 2 klarinetten, 2 fagotten
- 4 hoorn, 2 trompetten, 2 cornetten, 3 trombones, 1 tuba
- pauken, percussie, 6 tot 10 harpen
- violen, altviolen, celli, contrabassen